# Карбах (Рейнланд-Пфальц)
Карбах (нім. Karbach) — громада в Німеччині, розташована в землі Рейнланд-Пфальц. Входить до складу району Рейн-Гунсрюк. Складова частина об'єднання громад Еммельсгаузен.
Площа — 4,98 км2. Населення становить 646 ос. (станом на 31 грудня 2020).

## Галерея

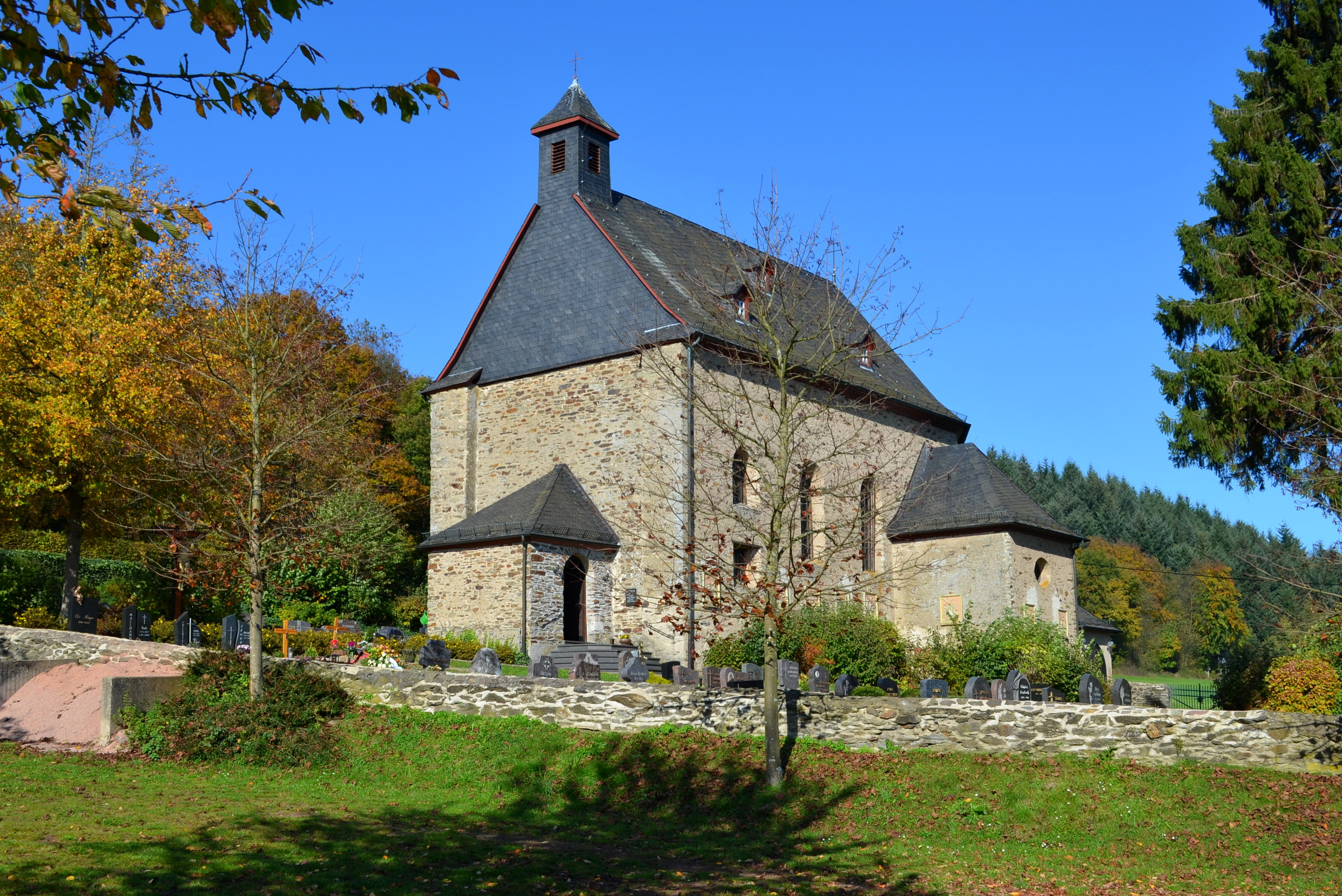